# Клод Густаф Хялмар де Лаваль
Клод Густаф Хялмар де Лаваль (швед. Claude Gustaf Hjalmar de Laval) (9 травня 1888 — 19??) — шведський військовий та дипломат. Консул Швеції в Києві в 1916—1917 рр.

## Життєпис
Народився 9 травня 1888 року у замку Карлберг. У 1906 році закінчив гімназію в Стокгольмі. У 1907 році вступив до Стокгольмського технічного університету. У 1908 році резервний офіцер у військовій школі. Після закінчення технічного університету у 1910 році проходив службу на військовому підприємстві по виготовленню підводних човнів на посаді інженера-конструктора. Згодом у 1911—1913 рр. інженер-обчислювач в електротехнічному об'єднанні «Люфт» і «Росен». У 1913—1914 рр. навчався в США.
У 1915 році — завідувач відділом на підприємстві з виготовлення парових турбін Ludvig Nobel. У 1916 році звільнився з військової служби у званні лейтенанта.
З 1916 по 11 грудня 1917 рр. — Консул Швеції в Києві.
У 1918—1919 рр. — голова російського департаменту Шведської торгової комісії.
У 1919—1920 рр. — член офіційної торгової місії до Сибіру.
У 1920—1923 рр. — Помічник директора в акціонерному товаристві «Арвіка», Стокгольм.
У 1923—1928 рр. — Інженер у відділі Балтики, Стокгольм.
У 1928—1929 рр. — Директор Балтійського радіо.
У 1930—1931 рр. — працював інженером у механічних майстернях Bolinders.
У 1931 — Директор Bolinders S.A. Italiana, Мілан, Італія.
У 1938 році — Директор С. А. Motori Pesoa, Рим, Італія.

## Сім'я
- Батько — Anders Jakob Roland de Laval (1847—1899), полковник шведської армії
- Мати — Hildur Amalia de Laval (Abelin) (1859—1945)
- Брат — Jacques Hjalmar de Laval (1881—1965), полковник
- Сестра — Elin Hildur Johanna de Laval (1889—1928)
- Сестра — Hedvig Hildur Elisabeth Dieden (de Laval) (1894—1985)